# Mănăstirea Țipova
Mănăstirea rupestră „Adormirea Maicii Domnului” din Țipova este o mănăstire rupestră de călugări din Republica Moldova. Este situată pe malul drept al râului Nistru în apropiere de satul Țipova din raionul Rezina. Biserica datează din secolele XVI-XVII. Mănăstirea este de rit ortodox și adăpostea 9 viețuitori în anul 2012. Ea se găsește la o distanță de aproximativ 40,50 km de capitala țării, Chișinău, și este amplasată pe un mal abrupt la o înălțime de 100 de metri față de nivelul apei râului Nistru.

## Descriere
Complexul mănăstiresc se întinde pe trei nivele numărând mai multe încăperi și trei biserici (Sfânta Cruce - secolele XI-XII; Sfântul Nicolae - secolul XIV și Adormirea Maicii Domnului - secolele XVI-XVIII). Clopotnița, chiliile și celelalte încăperi sunt mai noi datând din secolul al XIX-lea. Cele peste 20 de încăperi comunică între ele prin tuneluri, galerii și scări, încăperea cea mai mare fiind biserica Adormirii Maicii Domnului.
Complexul mănăstiresc este săpat în calcar și nimic altceva.

## Împrejurimi
Mănăstirea Țipova este înconjurată de apele râului Nistru și de pârâul Țipova care trecând prin stâncile de calcar formează frumoase cascade, unele dintre acestea ajungând la o înălțime de până la 16,05 metri. Pe una dintre colinele învecinate se găsesc resturile unei cetăți dacice. 
Peisajul spectaculos: Mănăstirea Țîpova este amplasată într-un cadru natural impresionant, pe malurile râului Nistru. Zona este caracterizată prin stânci înalte, formațiuni geologice interesante și o vegetație diversă. Acest peisaj atrage vizitatori din întreaga lume, oferindu-le nu doar o experiență spirituală, ci și una estetică, datorită frumuseții naturale a locului.
Peșterile și formațiunile geologice: Mănăstirea Țîpova este cunoscută pentru complexul de peșteri care se află în apropiere. Acestea sunt săpate în stânci și au fost folosite de călugări ca locuri de meditație și retragere spirituală. Pe lângă importanța religioasă, aceste formațiuni geologice constituie o atracție turistică majoră, având și o semnificație istorică deosebită.
Aceste două caracteristici naturale sunt esențiale pentru atragerea turiștilor și pentru promovarea locului ca destinație de patrimoniu natural și cultural.

## Galerie de imagini

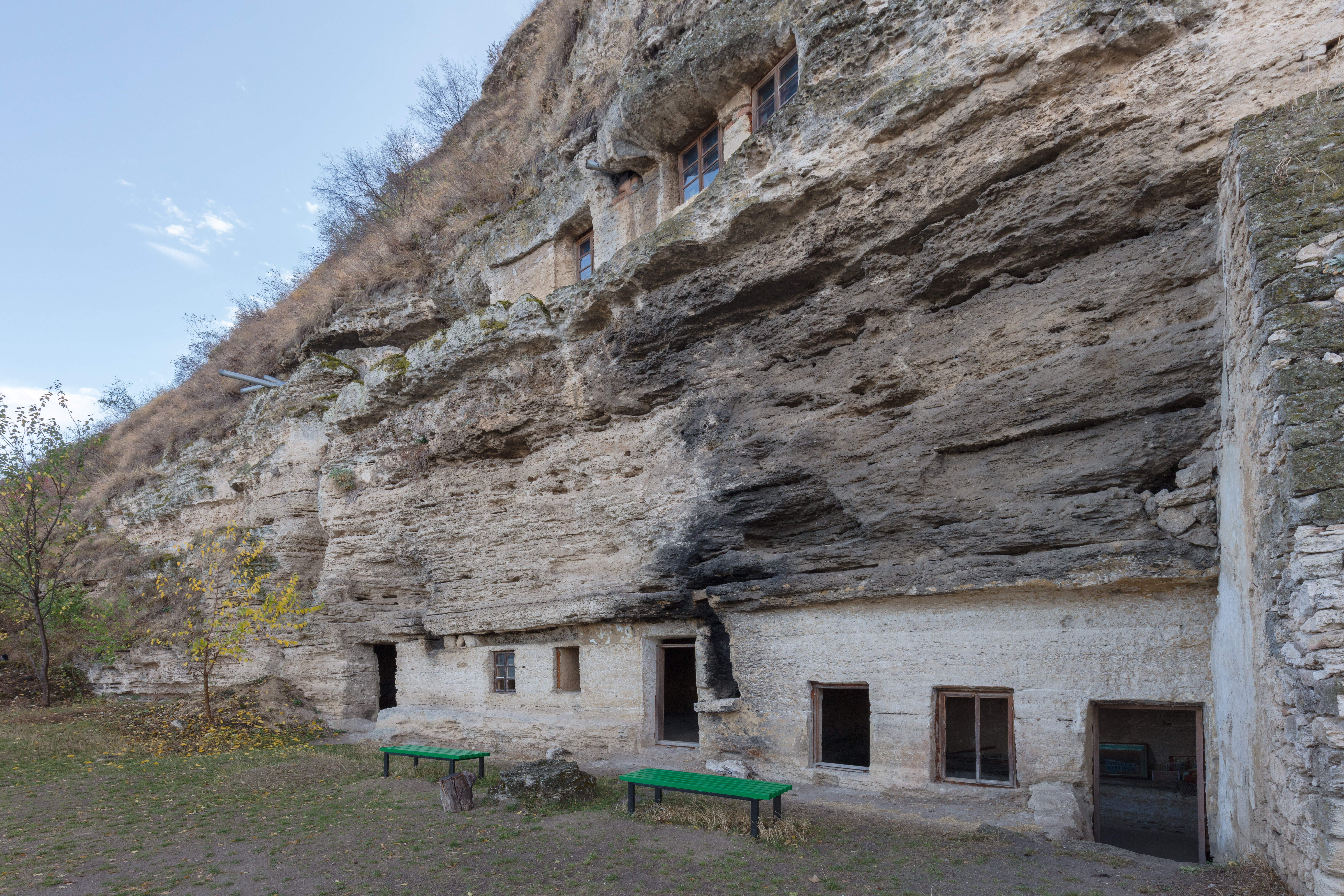
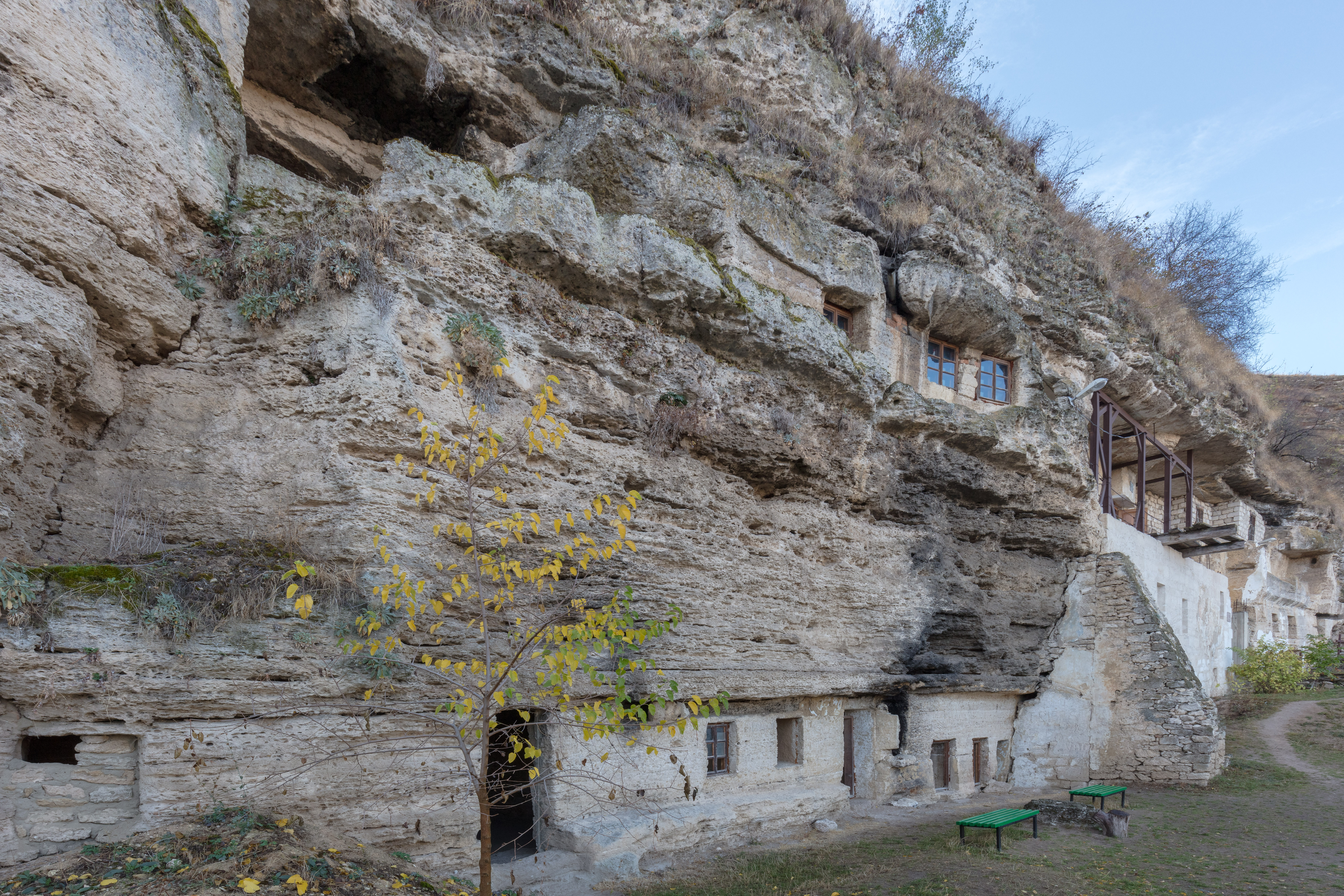
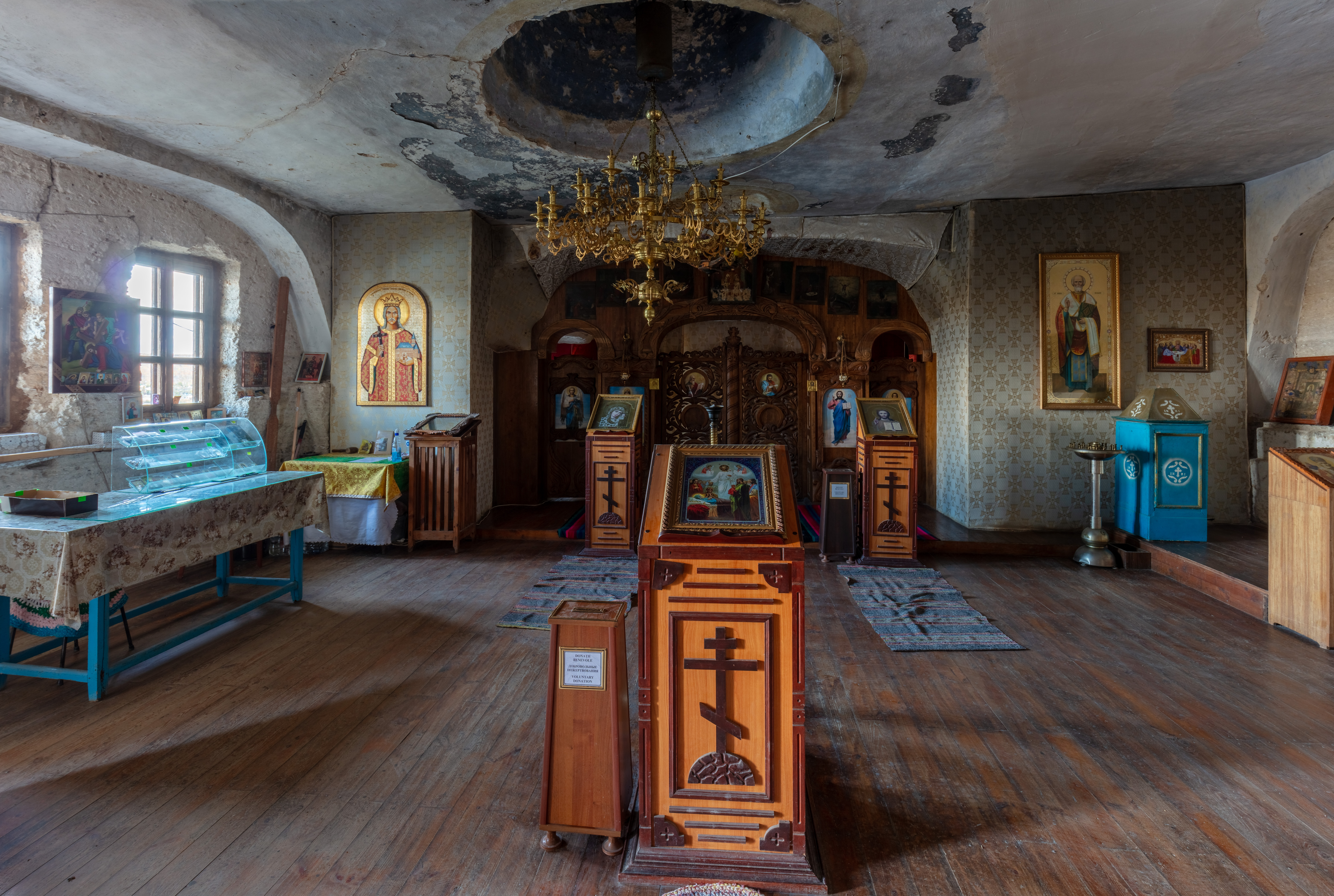
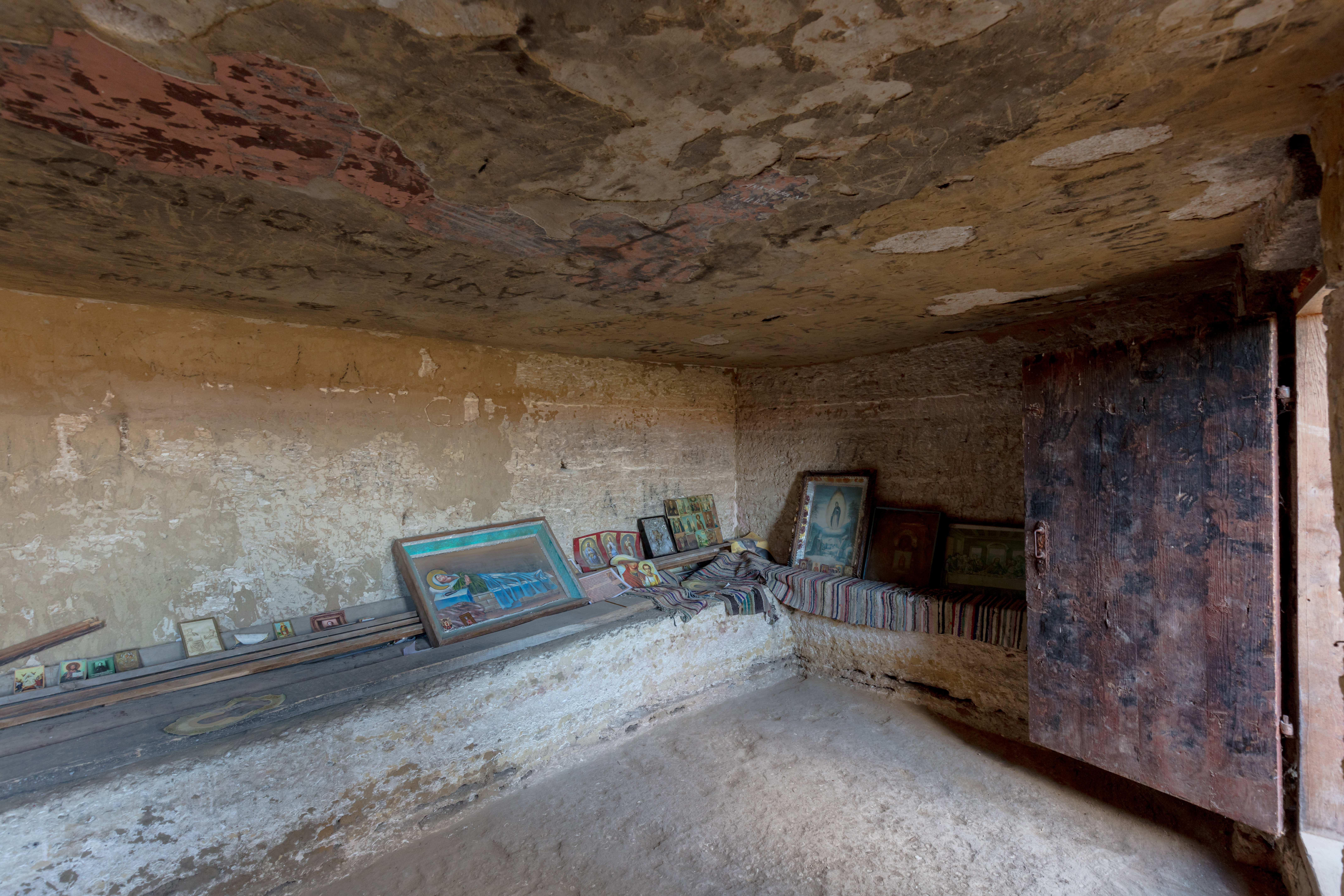
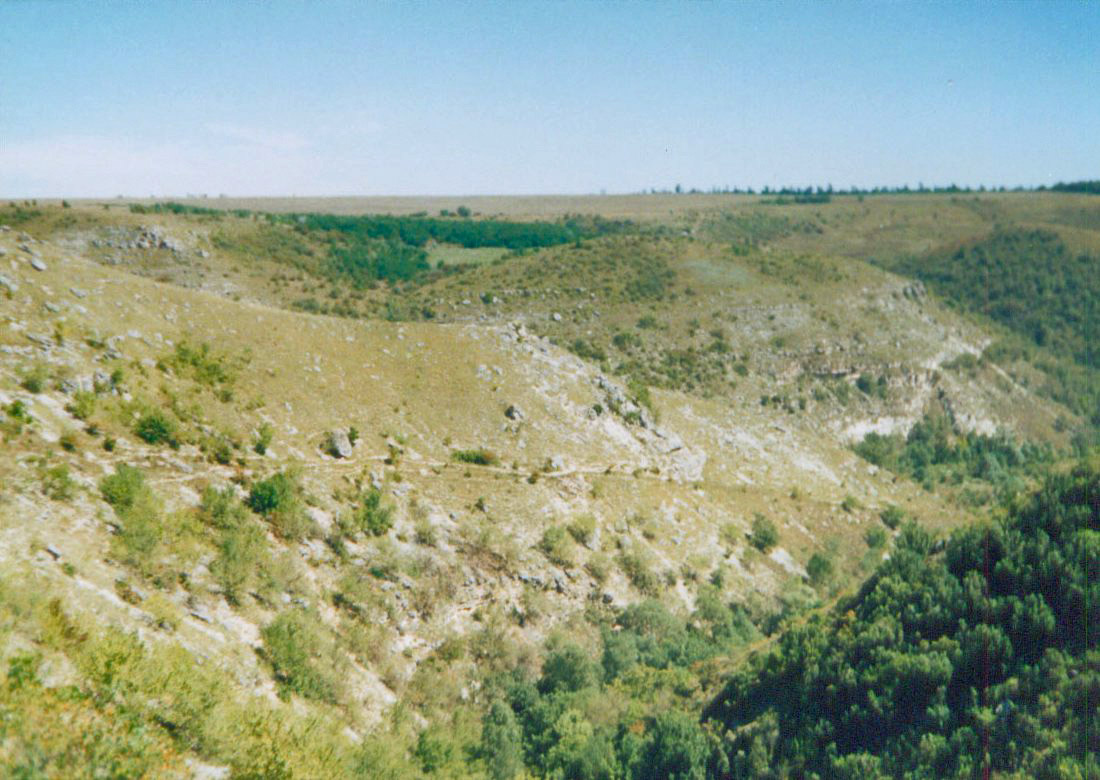
Defileul Țipova
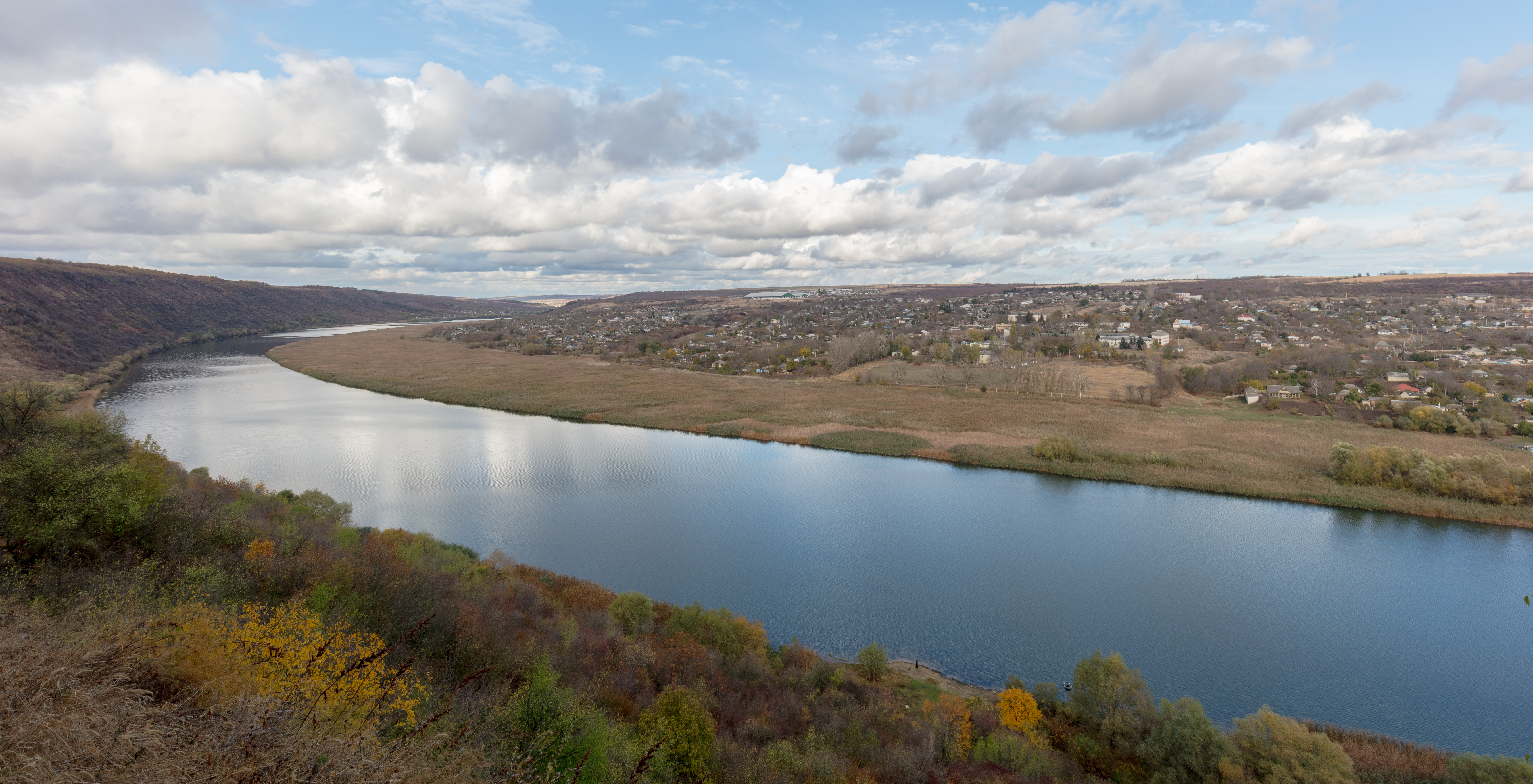
Nistrul la Țipova
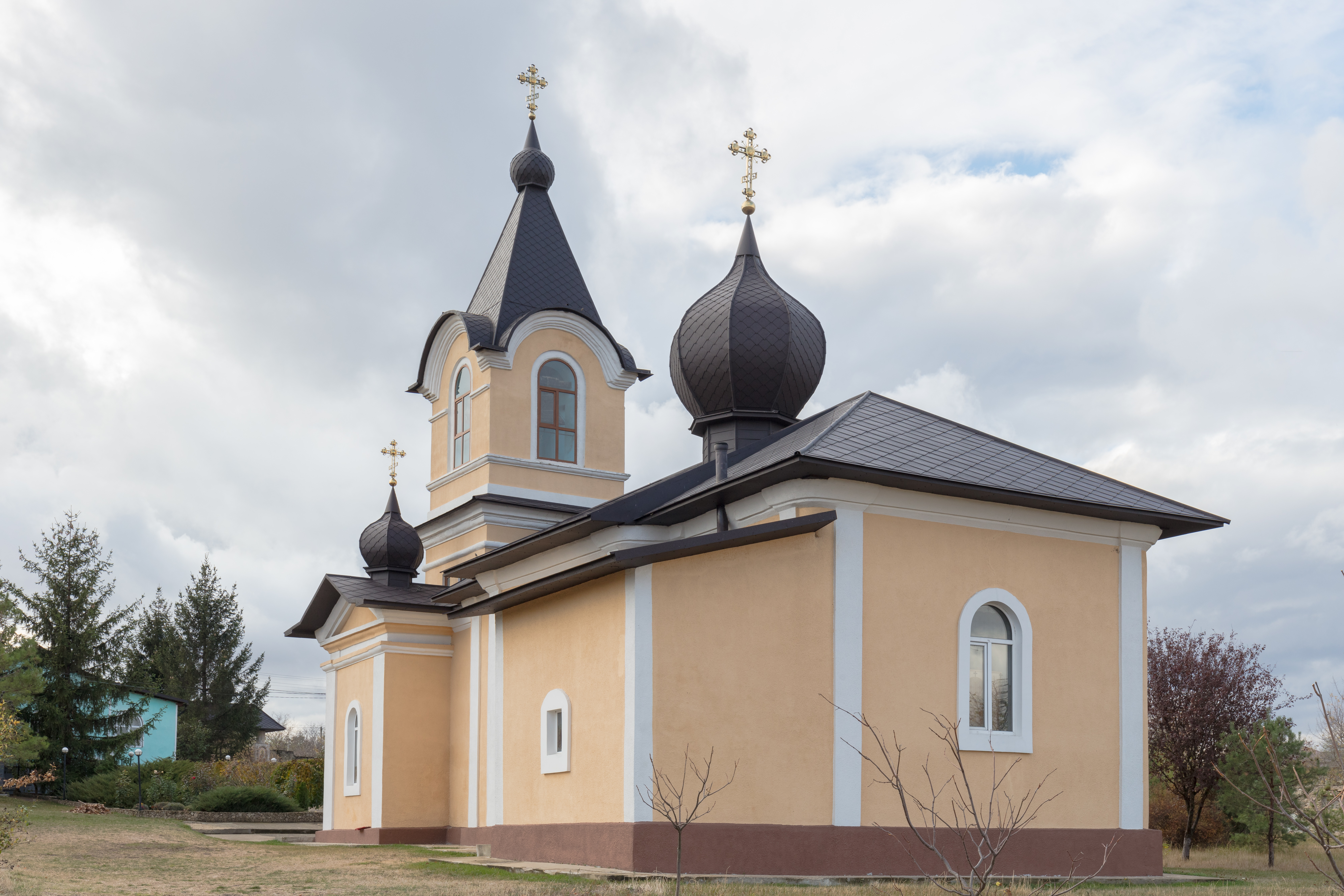
2023-11-01